# Neuville-sur-Vanne
Neuville-sur-Vanne és un municipi francès situat al departament de l'Aube i a la regió del Gran Est. L'any 2007 tenia 438 habitants.

## Demografia

### Població
El 2007 la població de fet de Neuville-sur-Vanne era de 438 persones. Hi havia 158 famílies de les quals 28 eren unipersonals (8 homes vivint sols i 20 dones vivint soles), 41 parelles sense fills, 81 parelles amb fills i 8 famílies monoparentals amb fills.
La població ha evolucionat segons el següent gràfic:
Habitants censats

### Habitatges
El 2007 hi havia 185 habitatges, 160 eren l'habitatge principal de la família, 11 eren segones residències i 13 estaven desocupats. 181 eren cases i 2 eren apartaments. Dels 160 habitatges principals, 127 estaven ocupats pels seus propietaris, 23 estaven llogats i ocupats pels llogaters i 10 estaven cedits a títol gratuït; 2 tenien dues cambres, 15 en tenien tres, 45 en tenien quatre i 98 en tenien cinc o més. 124 habitatges disposaven pel capbaix d'una plaça de pàrquing. A 53 habitatges hi havia un automòbil i a 95 n'hi havia dos o més.

### Piràmide de població
La piràmide de població per edats i sexe el 2009 era:
| Homes | Edats   | Dones |
| ----- | ------- | ----- |
| 0     | 95 o +  | 0     |
| 0     | 90 a 94 | 0     |
| 0     | 85 a 89 | 4     |
| 0     | 80 a 84 | 0     |
| 12    | 75 a 79 | 12    |
| 4     | 70 a 74 | 12    |
| 4     | 65 a 69 | 8     |
| 8     | 60 a 64 | 8     |
| 12    | 55 a 59 | 4     |
| 12    | 50 a 54 | 16    |
| 8     | 45 a 49 | 16    |
| 16    | 40 a 44 | 16    |
| 16    | 35 a 39 | 12    |
| 4     | 30 a 34 | 8     |
| 20    | 25 a 29 | 4     |
| 12    | 20 a 24 | 12    |
| 12    | 15 a 19 | 4     |
| 16    | 10 a 14 | 28    |
| 12    | 5 a 9   | 4     |
| 4     | 0 a 4   | 8     |

## Economia
El 2007 la població en edat de treballar era de 283 persones, 215 eren actives i 68 eren inactives. De les 215 persones actives 186 estaven ocupades (109 homes i 77 dones) i 29 estaven aturades (10 homes i 19 dones). De les 68 persones inactives 23 estaven jubilades, 23 estaven estudiant i 22 estaven classificades com a «altres inactius».

### Ingressos
El 2009 a Neuville-sur-Vanne hi havia 157 unitats fiscals que integraven 443 persones, la mediana anual d'ingressos fiscals per persona era de 17.788 €.

### Activitats econòmiques
Dels 15 establiments que hi havia el 2007, 1 era d'una empresa alimentària, 3 d'empreses de fabricació d'altres productes industrials, 3 d'empreses de construcció, 6 d'empreses de comerç i reparació d'automòbils i 2 d'empreses de serveis.
Dels 5 establiments de servei als particulars que hi havia el 2009, 2 eren tallers de reparació d'automòbils i de material agrícola, 2 fusteries i 1 lampisteria.
L'any 2000 a Neuville-sur-Vanne hi havia 6 explotacions agrícoles que ocupaven un total de 810 hectàrees.

## Equipaments sanitaris i escolars
El 2009 hi havia 1 escola maternal integrada dins d'un grup escolar amb les comunes properes formant una escola dispersa i 1 escola elemental integrada dins d'un grup escolar amb les comunes properes formant una escola dispersa.

## Poblacions més properes
El següent diagrama mostra les poblacions més properes.